# La Salle (Ý)
La Salle là một đô thị de la région autonome du val d'Aoste nước Ý. Đô thị này có diện tích 83 km², dân số thời điểm 31 tháng 12 năm 2006 là 2018 người. 
Các làng trực thuộc: Chabodey,Le Pont, La Clusaz, Croix-des-Prés, Echarlod, Chez Beneyton, Fenêtre, Charvaz, Moras, Chez les Rosset, Villair, Cré, Villaret, Derby, Chez les Gontier, Le Champ, Ecours, Prarion, Moyes, Cottin, Chaffieron, Châtelard, Le Château, Beauregard, Villarisson, Remondey, Les Places, Chaffiery, Arbetey, Chez les Baud, Chez les Emonet, Beillardey, Cheverel, Challancin, Grassey, Morge, Planaval, Piginière,Chez Borgne.
Đô thị này giáp các đô thị sau: Avise, Courmayeur, La Thuile, Morgex, Saint-Rhémy-en-Bosses.

## Biến động dân số
| Allein • Antey-Saint-André • Aoste • Arnad • Arvier • Avise • Ayas • Aymavilles • Bard • Bionaz • Brissogne • Brusson • Challand-Saint-Anselme • Challand-Saint-Victor • Chambave • Chamois • Champdepraz • Champorcher • Charvensod • Châtilon • Cogne • Courmayeur • Donnas • Doues • Emarèse • Etroubles • Fontainemore • Fénis • Gaby • Gignod • Gressan • Gressoney-La-Trinité • Gressoney-Saint-Jean • Hône • Introd • Issime • Issogne • Jovençan • La Magdeleine • La Salle • La Thuile • Lillianes • Montjovet • Morgex • Nus • Ollomont • Oyace • Perloz • Pollein • Pont-Saint-Martin • Pontboset • Pontey • Pré-Saint-Didier • Quart • Rhêmes-Notre-Dame • Rhêmes-Saint-Georges • Roisan • Saint-Christophe • Saint-Denis • Saint-Marcel • Saint-Nicolas • Saint-Oyen • Saint-Pierre • Saint-Rhémy-en-Bosses • Saint-Vincent • Sarre • Torgnon • Valgrisenche • Valpelline • Valsavarenche • Valtournenche • Verrayes • Verres • Villeneuve |